# 柳城県 (遼寧省)
柳城県（りゅうじょう-けん）は中華人民共和国遼寧省にかつて存在した県。現在の朝陽市朝陽県南西部に相当する。
前漢により設置された。五胡十六国時代、前燕により竜城県と改称、隋代になると581年（開皇元年）に竜山県、598年（開皇18年）に柳城県と改称された。唐末に廃止されている。